# Culottées
Cet article concerne la série de bandes dessinées. Pour la série d'animation, voir Culottées (série d'animation).
Culottées est une bande dessinée de Pénélope Bagieu en deux tomes, publiés en 2016 et 2017. Son titre complet est Culottées — Des femmes qui ne font que ce qu'elles veulent. Elle est récompensée en 2019 par le prix Eisner au prestigieux festival californien Comic Con.
Elle est adaptée en 2020 en série animée de trente épisodes par France Télévisions, ainsi qu'en une pièce de théâtre. Elle devient ainsi la première bande dessinée à être adaptée sur scène à la Comédie-Française.

## Présentation
Chacun des deux ouvrages est constitué de quinze courtes biographies (5 à 10 planches), chacune étant centrée sur une fille ou une femme qui, au cours de sa vie, a bravé des interdits ou des normes sociales relevant du sexisme ou du patriarcat. Il s'agit de l'histoire avec un grand H racontée avec des portraits de femmes. L'auteure peint aussi bien la vie quotidienne que la grande histoire, s'intéressant aux moments charnières de la vie de ces femmes, les moments où elles prennent des décisions. Le choix des femmes retenues par l'auteure se caractérise par une grande diversité d'époques et d'origines culturelles, sociales ou nationales : elles sont stars du rock, journaliste, transgenre et chanteuse, impératrice, activiste, militante féministe, athlète… Les portraits illustrent également les processus d'effacement des femmes : Certaines d'entre elles sont des oubliées de l'histoire, d'autres ne sont pas encore considérées, mais ces histoires courtes mettent en avant la force intrinsèque des femmes devant des situations difficiles, quels que soient l’époque et le continent : dans presque toutes les histoires racontées par Pénélope Bagieu, les femmes commencent très souvent par devoir lutter contre les préjugés ou surmonter des difficultés parce qu'elles sont ou se sentent différentes.

## Publication
Culottées a été prépublié sous la forme d'un blog hébergé par Lemonde.fr, au rythme d'une biographie hebdomadaire mise en ligne le lundi, entre le 11 janvier 2016 et le 17 octobre 2016, avec une pause estivale. L'ouverture du blog, initialement prévue fin janvier 2016, à l'occasion du festival d'Angoulême, a été avancée de trois semaines, afin de faire écho aux débats encore chauds sur la place des femmes dans la bande dessinée et dans la société en général, notamment la polémique relative à l'absence de femmes parmi les auteurs nommés au Grand prix du festival d'Angoulême 2016.
Le contenu du blog a ensuite fait l'objet d'une publication en deux tomes, par Gallimard, agrémentés de doubles planches intercalaires graphiques.

### Culottées1
1. Clémentine Delait, femme à barbe : tenancière de bar française, connue dans l'entre-deux-guerres comme femme à barbe.
2. Nzinga, reine du Ndongo et du Matamba : reine de deux royaumes africains du XVIIe siècle dans l'actuel Angola.
3. Margaret Hamilton, actrice terrifiante : actrice américaine du XXe siècle, connue pour son rôle de la méchante sorcière dans Le Magicien d'Oz.
4. Las Mariposas, sœurs rebelles : Patria, Minerva et María-Teresa Mirabal, opposantes à la dictature dominicaine dans les années 1950.
5. Josephina van Gorkum, amoureuse têtue : hollandaise catholique du XIXe siècle, opposante à la ségrégation religieuse institutionnalisée à son époque.
6. Lozen, guerrière et chamane : amérindienne apache du XIXe siècle.
7. Annette Kellermann : australienne, pionnière de la natation féminine au début du XXe siècle.
8. Delia Akeley, exploratrice : exploratrice américaine du vingtième siècle, spécialiste de l'Afrique.
9. Joséphine Baker, danseuse, résistante, mère de famille : américaine naturalisée française, artiste du XXe siècle.
10. Tove Jansson, peintre, créatrice des Moumines : illustratrice et écrivaine finlandaise du XXe siècle.
11. Agnodice, gynécologue : l'une des premières femmes médecin de la Grèce antique (IVe siècle av. J.C.).
12. Leymah Gbowee, travailleuse sociale : responsable du Mouvement pacifiste des femmes Libériennes, prix Nobel de la paix 2011.
13. Giorgina Reid, gardienne de phare : designeuse américaine du XXe siècle, responsable de la sauvegarde du phare de Montauk.
14. Christine Jorgensen, célébrité : première femme transgenre mondialement connue.
15. Wu Zetian : impératrice chinoise du VIIe siècle.

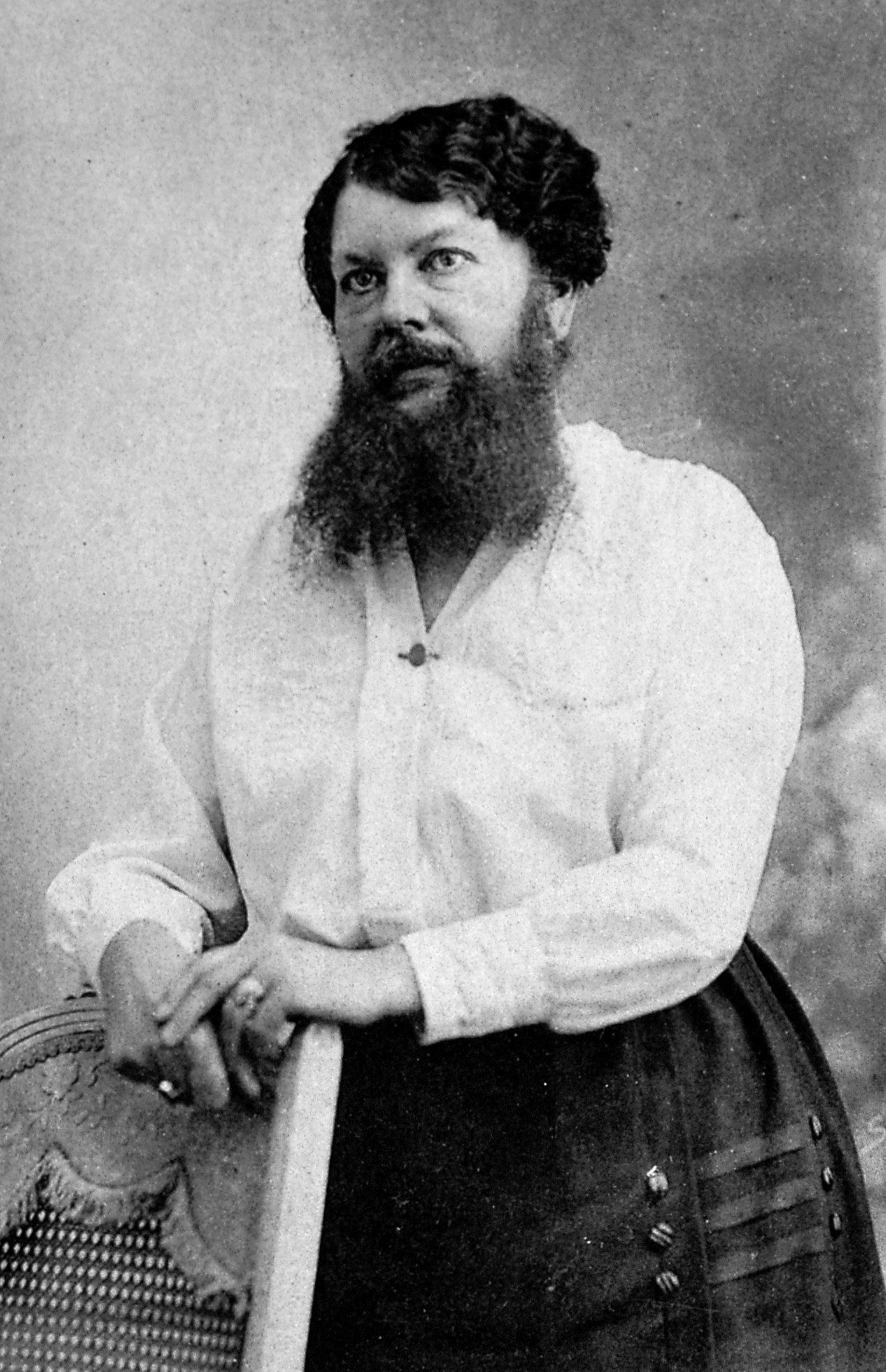
Clémentine Delait.
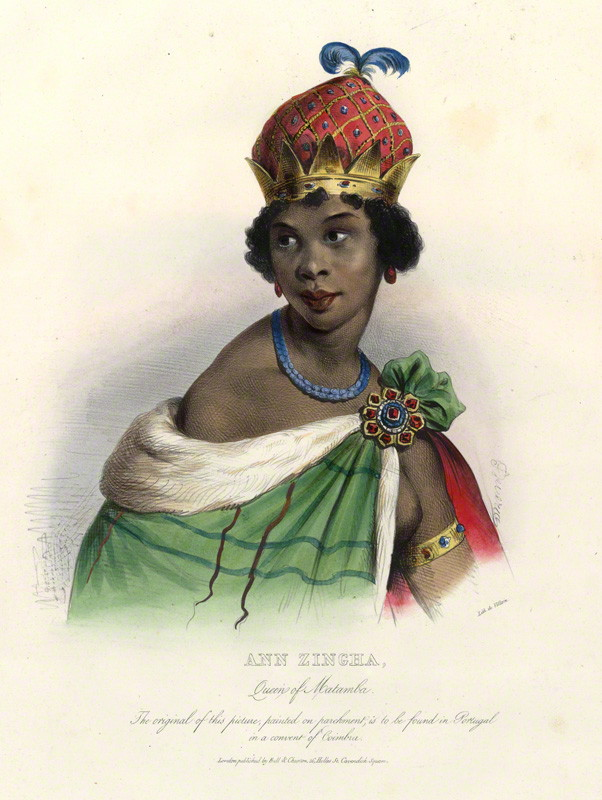
Nzinga.
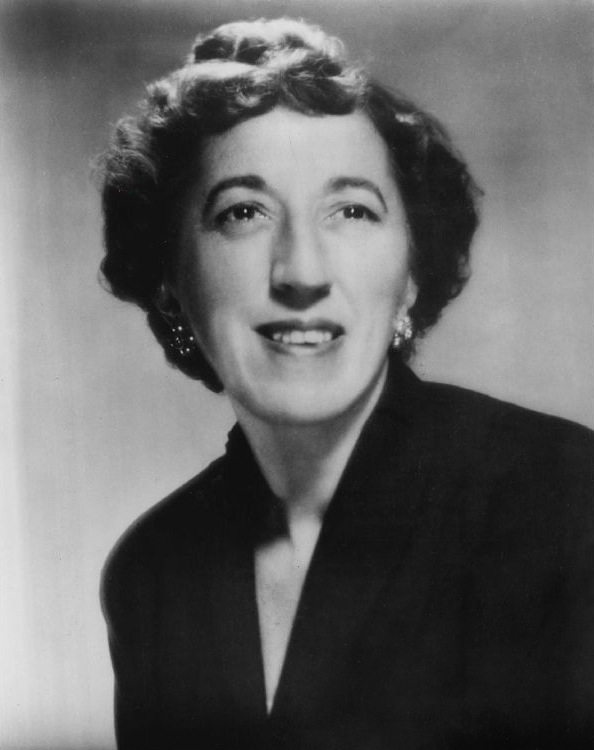
Margaret Hamilton.
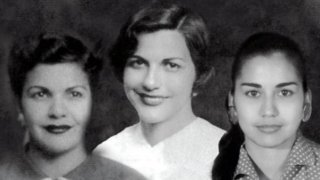
Les sœurs Mirabal.
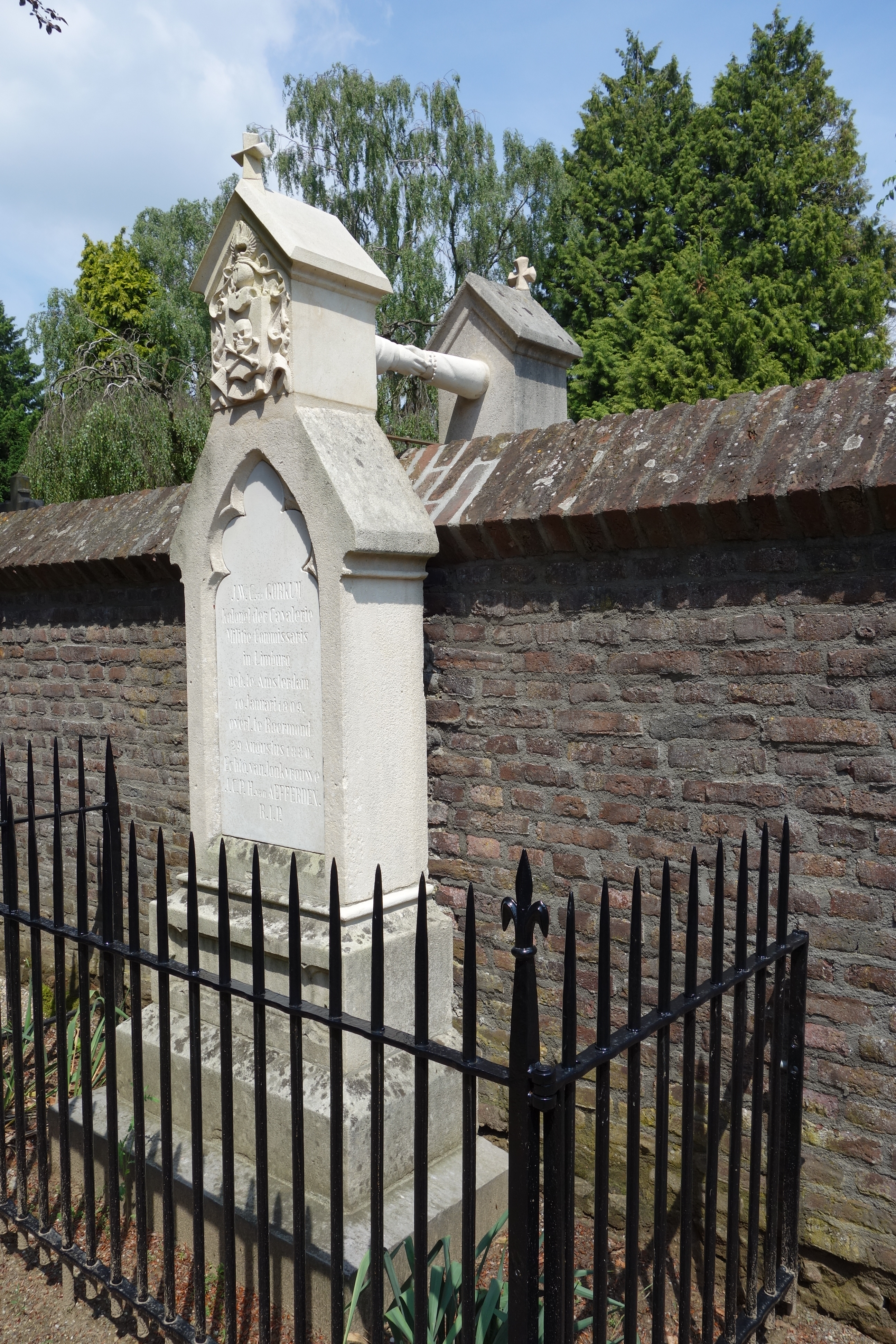
Tombe de J. van Gorkum.
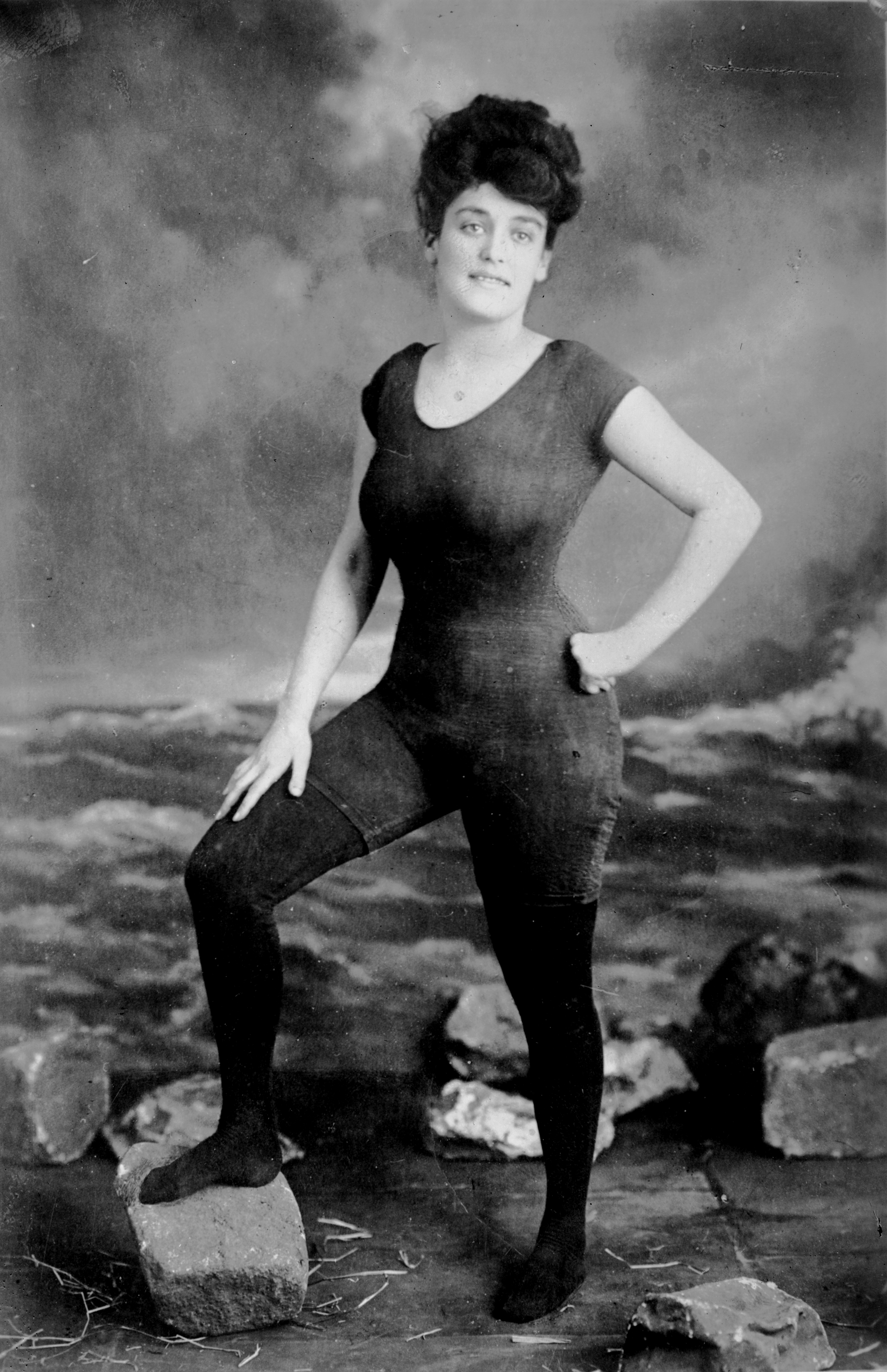
Annette Kellerman.
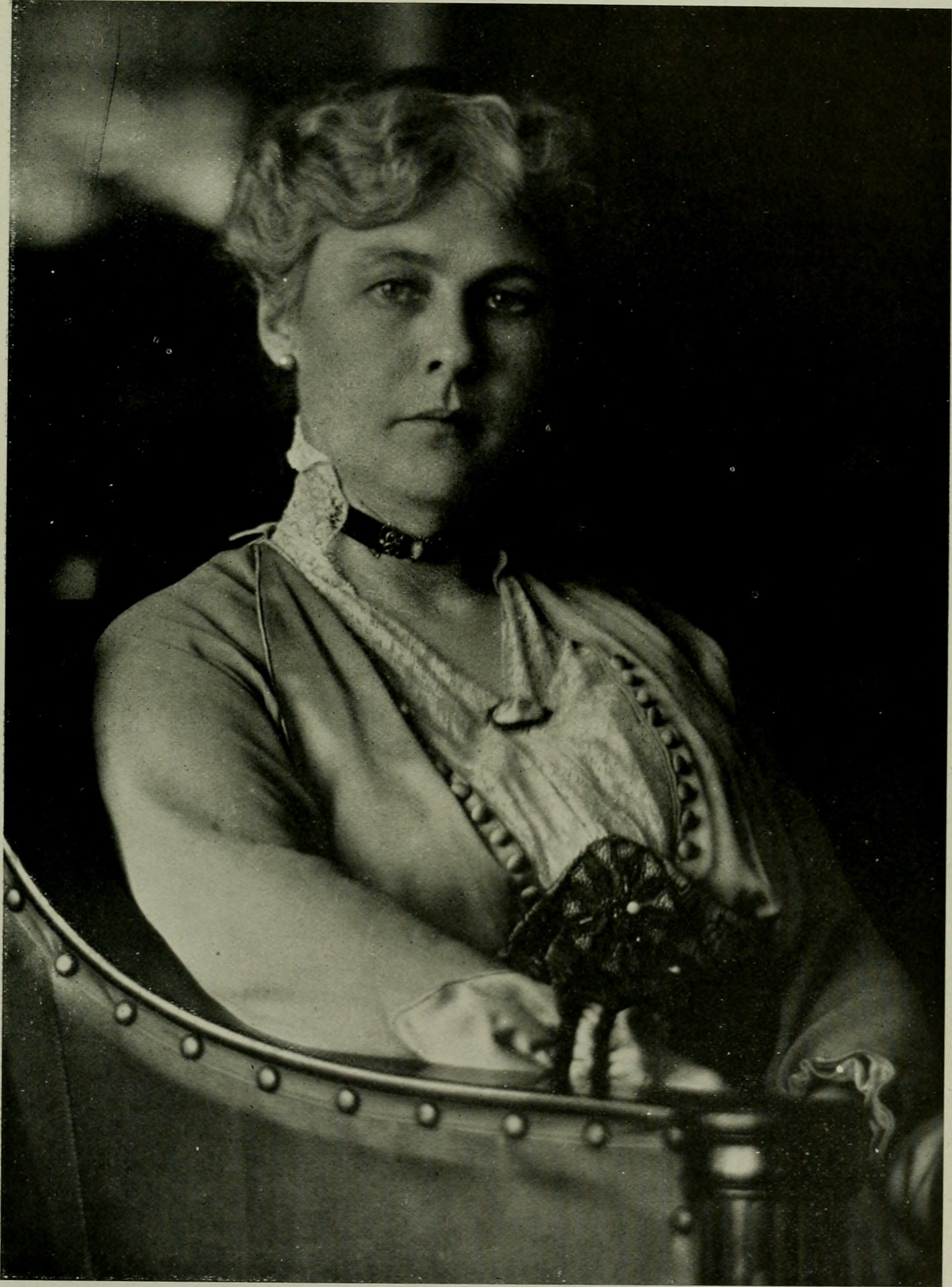
Delia Akeley.
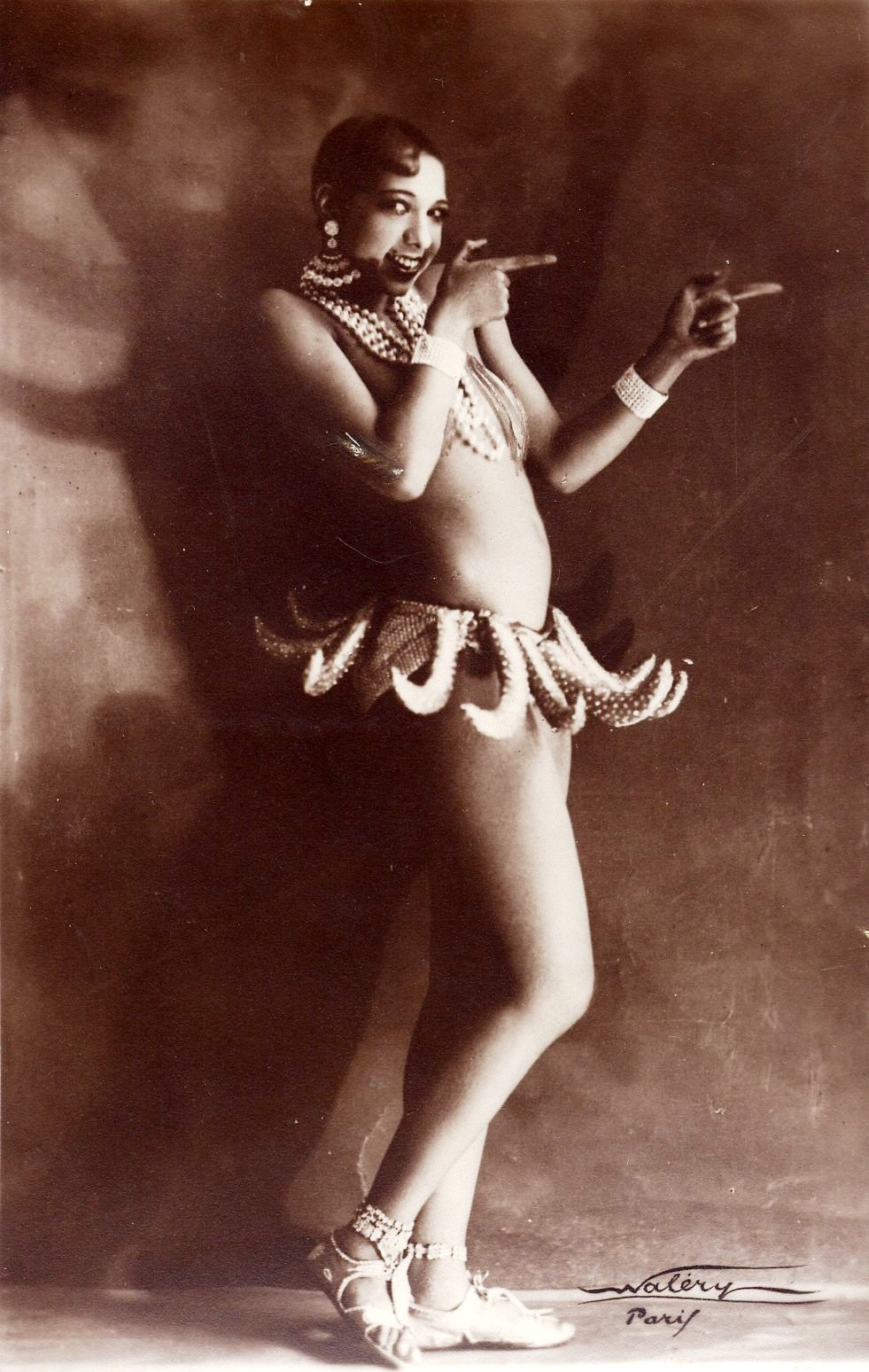
Joséphine Baker.
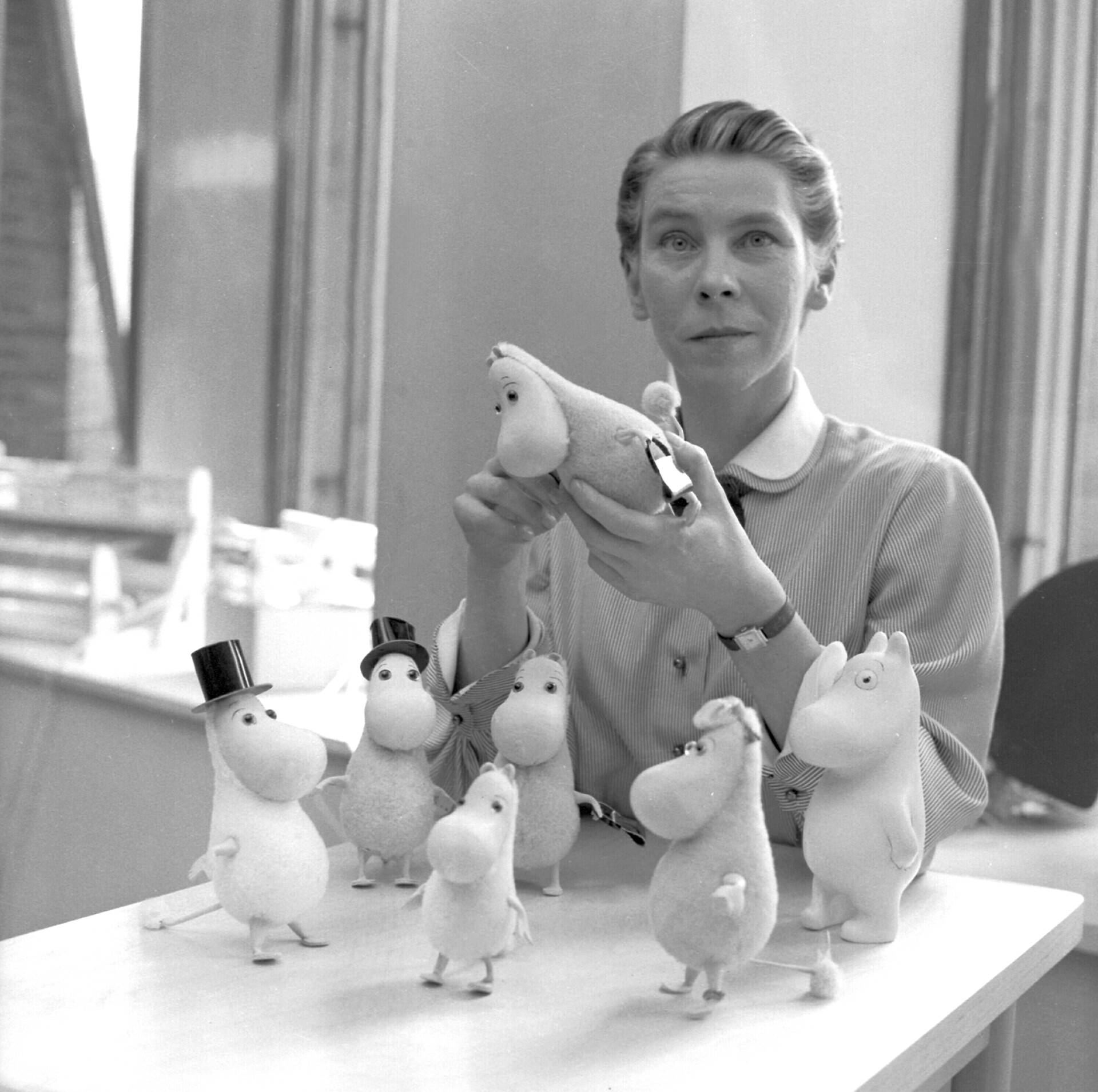
Tove Jansson.
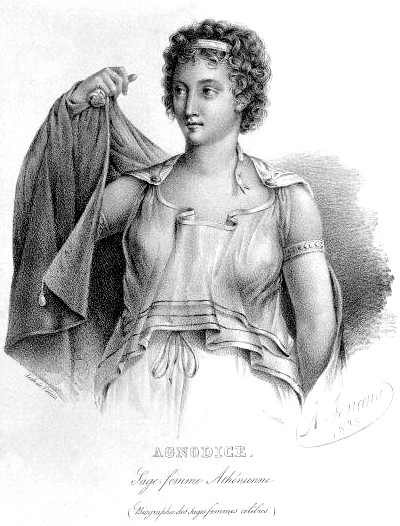
Agnodice.
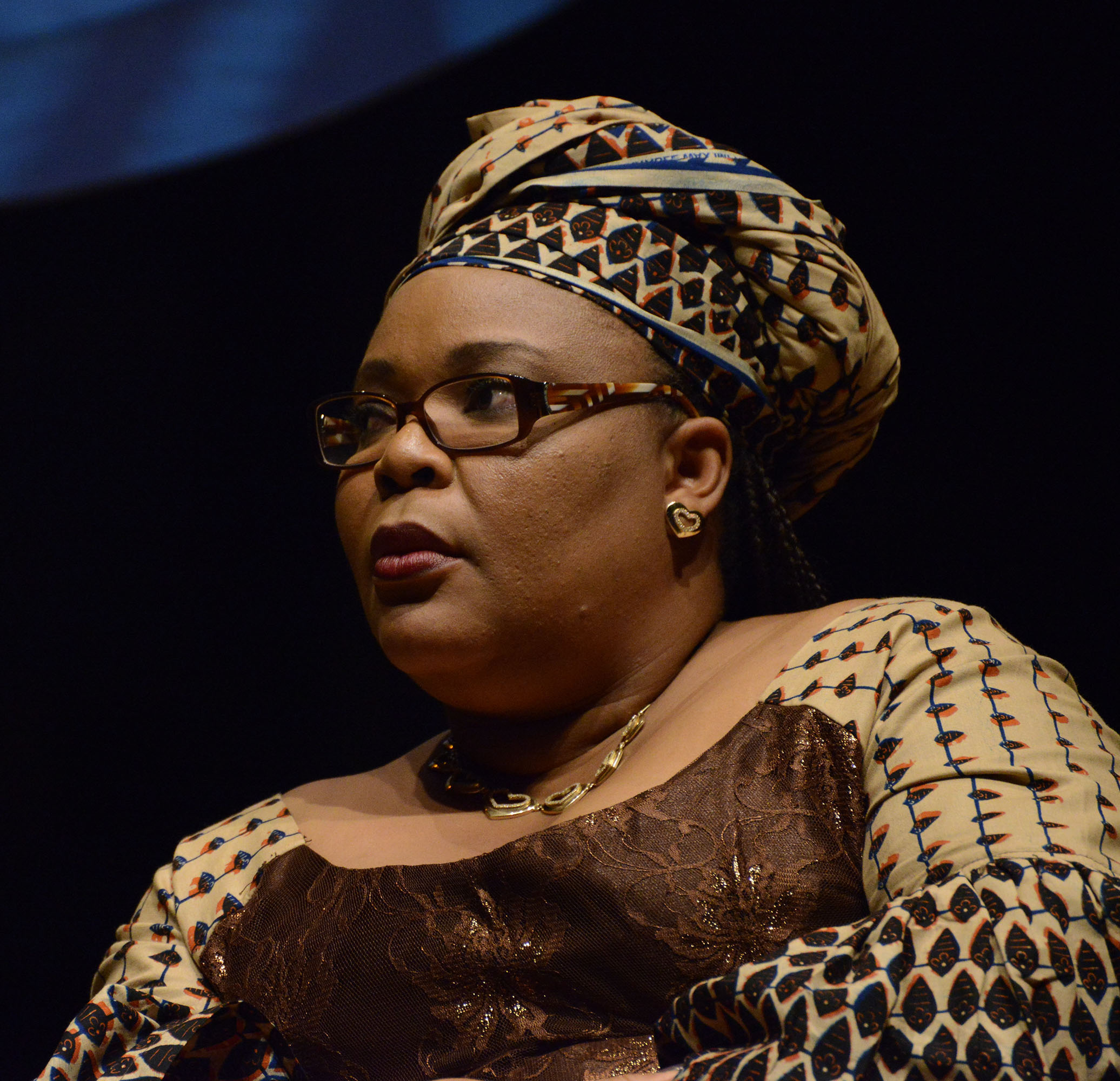
Leymah Gbowee.
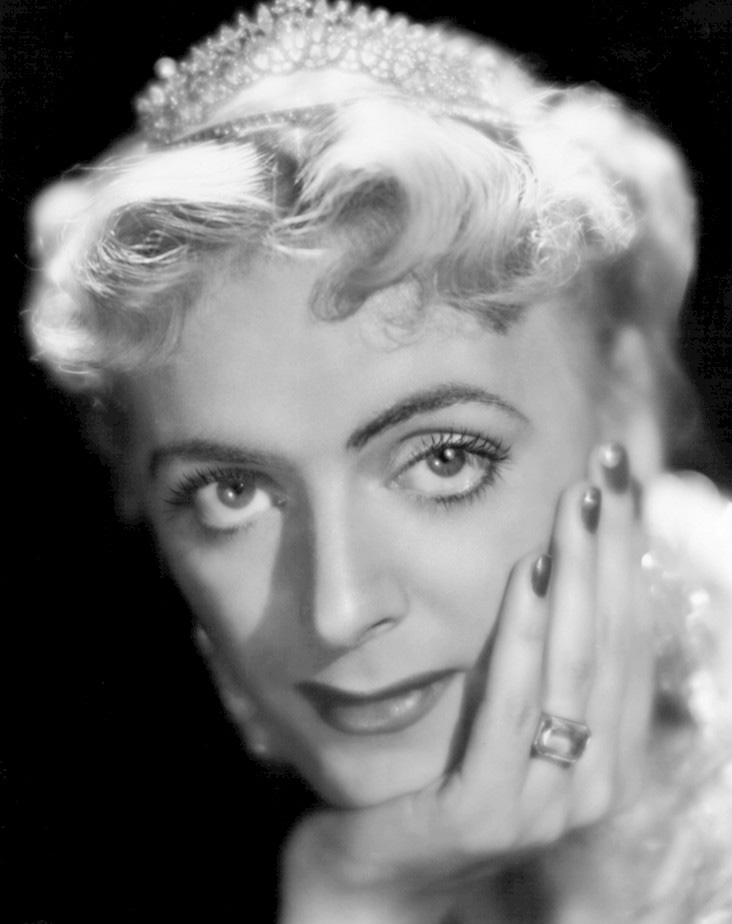
Christine Jorgensen.
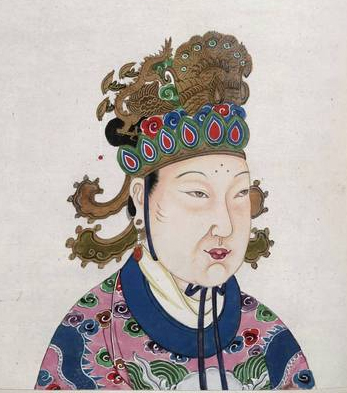
Wu Zetian.

### Culottées2
1. Temple Grandin, interprète des animaux : américaine du XXe siècle, professeure de zootechnique engagée dans la défense du bien-être animal.
2. Sonita Alizadeh, rappeuse : rappeuse et militante féministe afghane du XXIe siècle.
3. Cheryl Bridges, athlète : marathonienne américaine et militante pour les droits des femmes du XXe siècle.
4. Thérèse Clerc, utopiste réaliste : militante féministe française du XXe siècle, créatrice de la Maison des Babayagas.
5. Betty Davis, auteure-compositrice : mannequin et chanteuse américaine des années 1970.
6. Nellie Bly, journaliste : journaliste américaine des XIXe et XXe siècles, pionnière du reportage clandestin.
7. Phulan Devi, reine des bandits : meneuse de gang puis députée indienne de la fin du XXe siècle.
8. The Shaggs, rock stars : groupe de rock américain des années 1960, composé des trois sœurs Dot, Betty et Helen Wiggin.
9. Katia Krafft, volcanologue : volcanologue française active dans les années 1970 et 1980.
10. Jesselyn Radack, avocate : avocate américaine spécialisée dans la défense des droits humains et des lanceurs d'alerte au XXIe siècle.
11. Hedy Lamarr, actrice, inventrice : autrichienne naturalisée américaine, star hollywoodienne du XXe siècle.
12. Naziq al-Abid, activiste de bonne famille : pionnière de l'indépendance nationale et des droits des femmes en Syrie au début du XXe siècle.
13. Frances Glessner Lee, miniaturiste du crime : médecin légiste américaine du XXe siècle, pionnière de la science forensique.
14. Mae Jemison, astronaute : américaine, première femme afro-américaine à partir dans l'espace en 1992.
15. Peggy Guggenheim, amoureuse de l'art moderne : mécène américaine, collectionneuse d'art moderne et galeriste du XXe siècle.

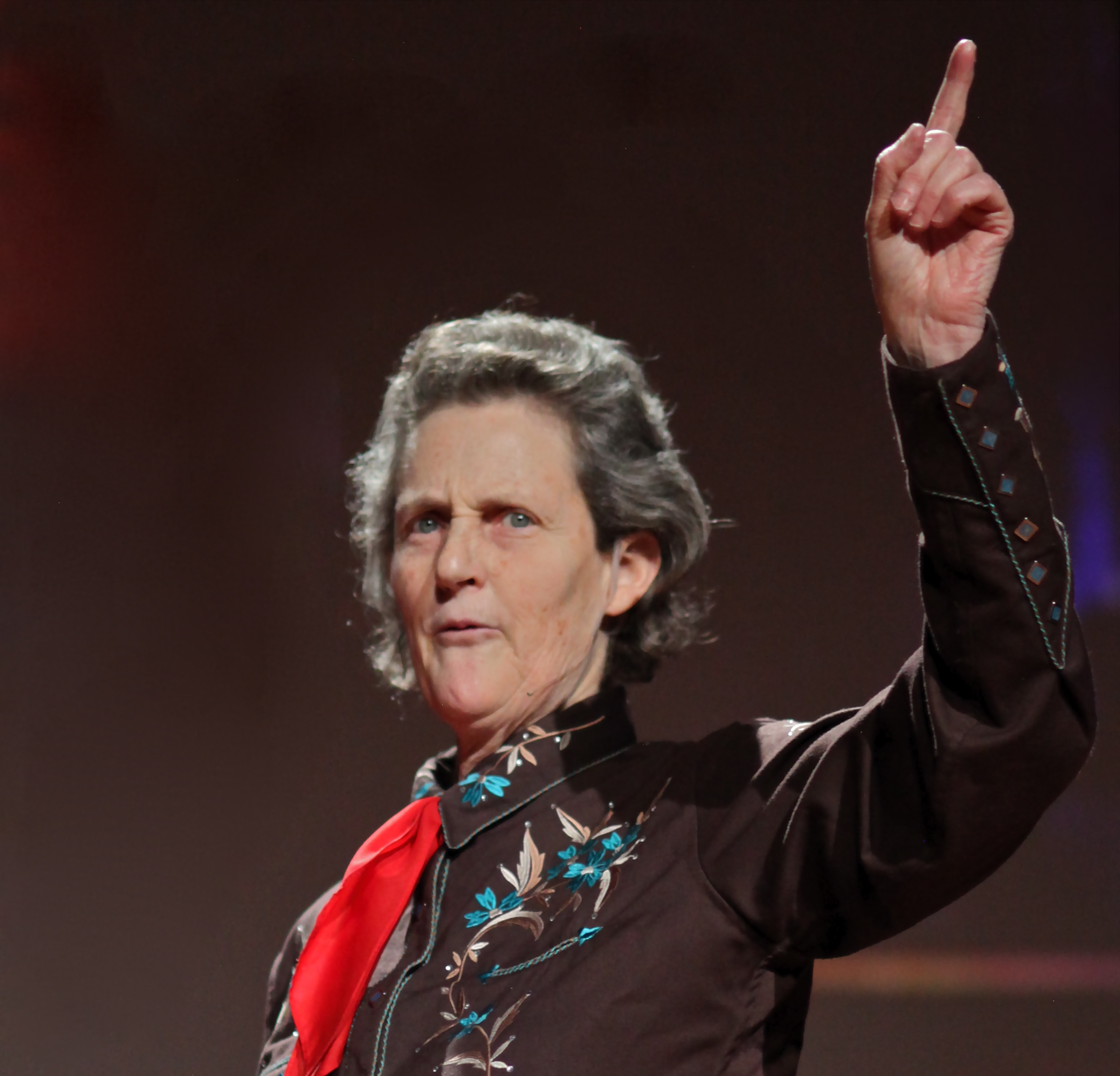
Temple Grandin
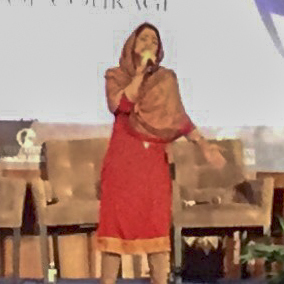
Sonita Alizadeh
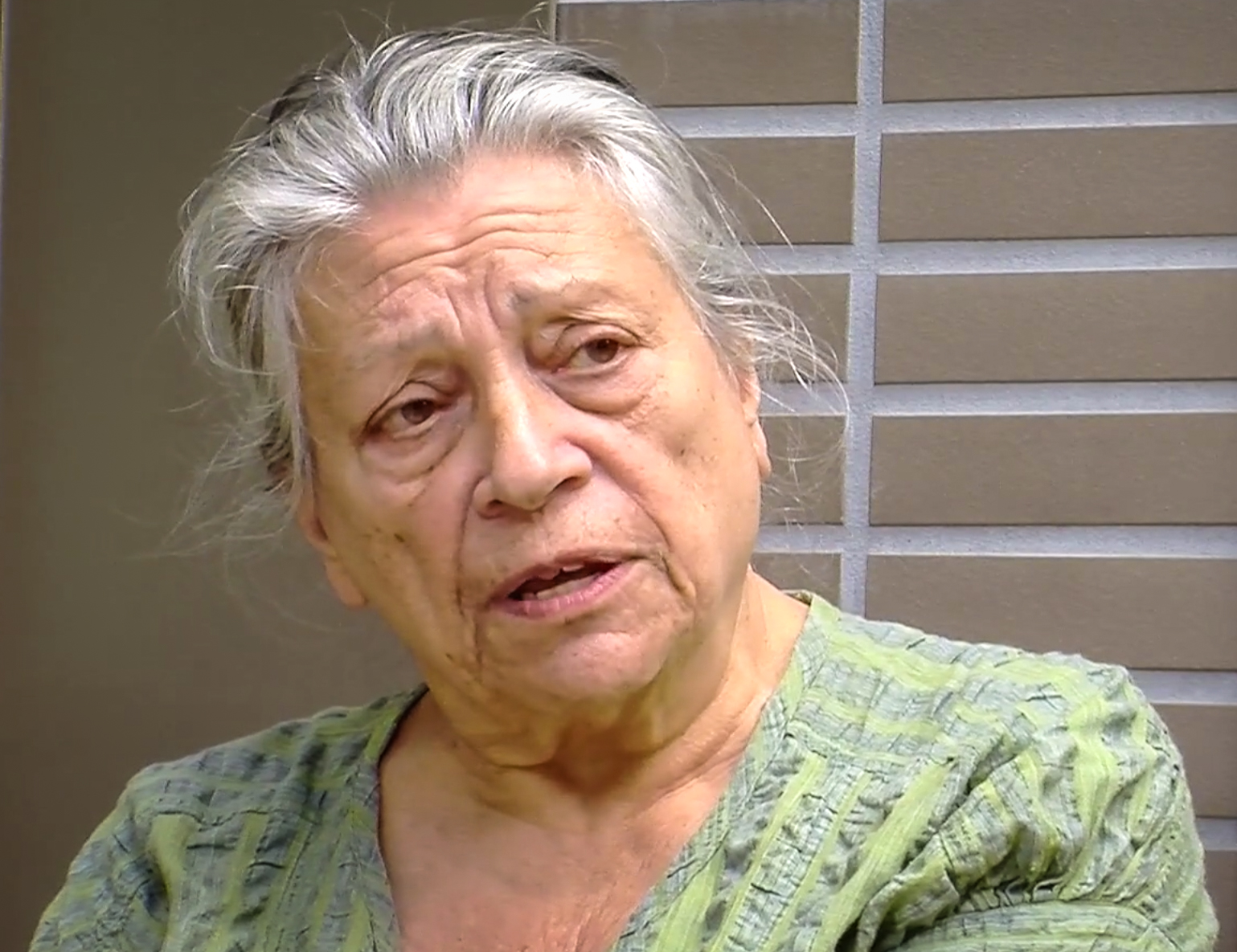
Thérèse Clerc
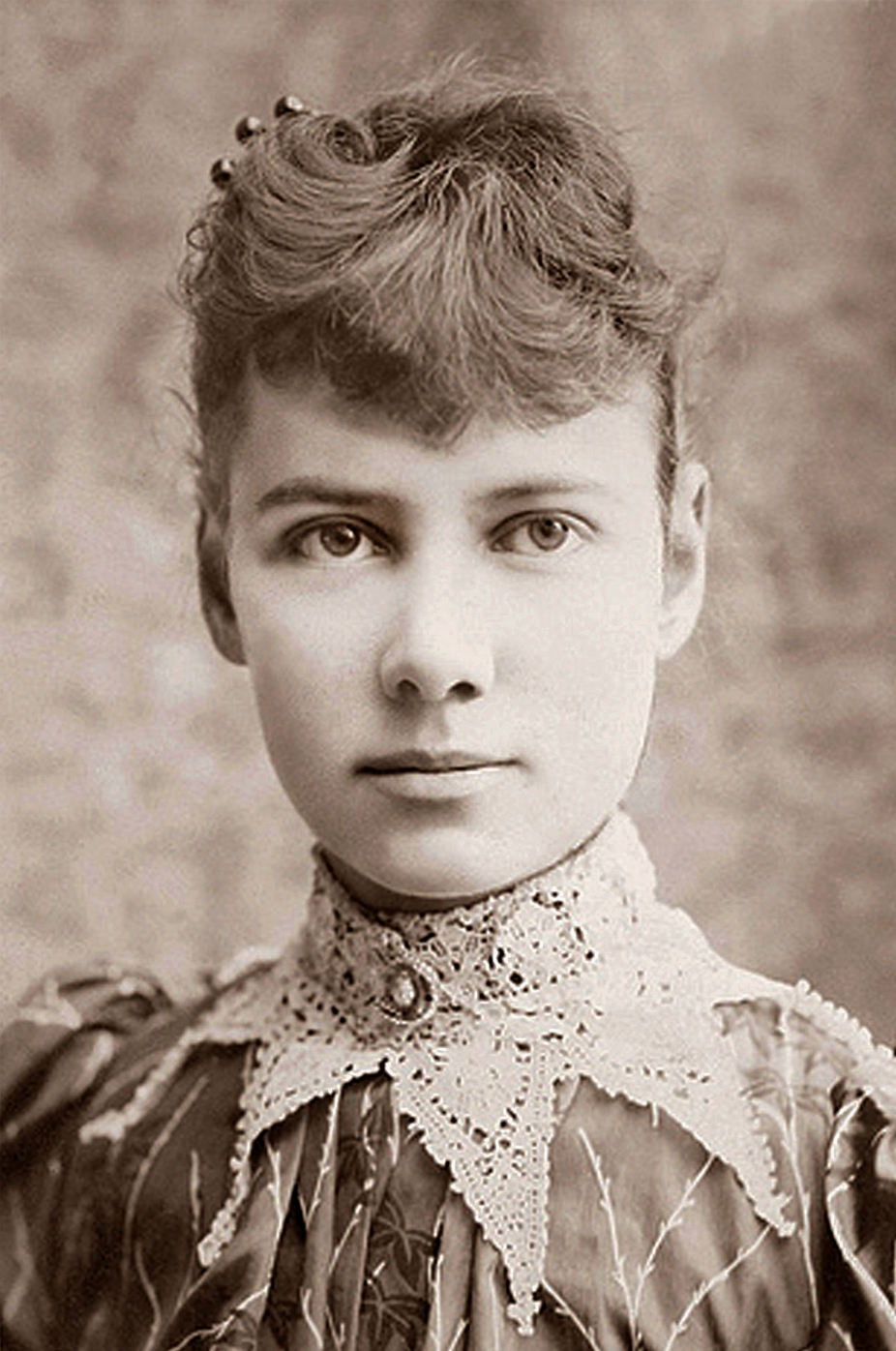
Nellie Bly
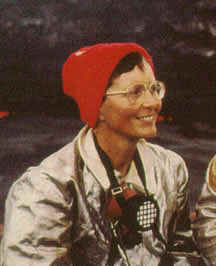
Katia Krafft
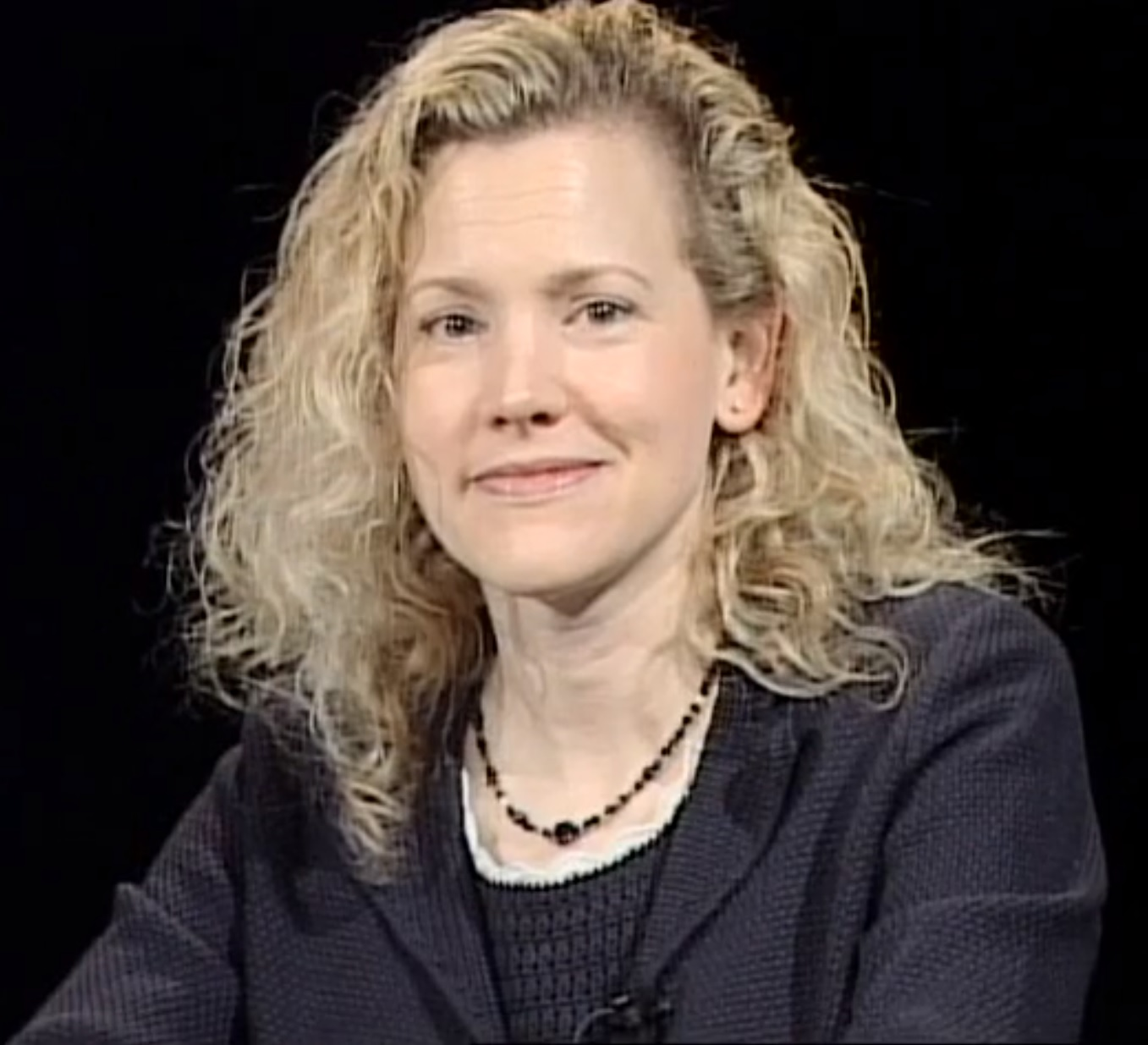
Jesselyn Radack
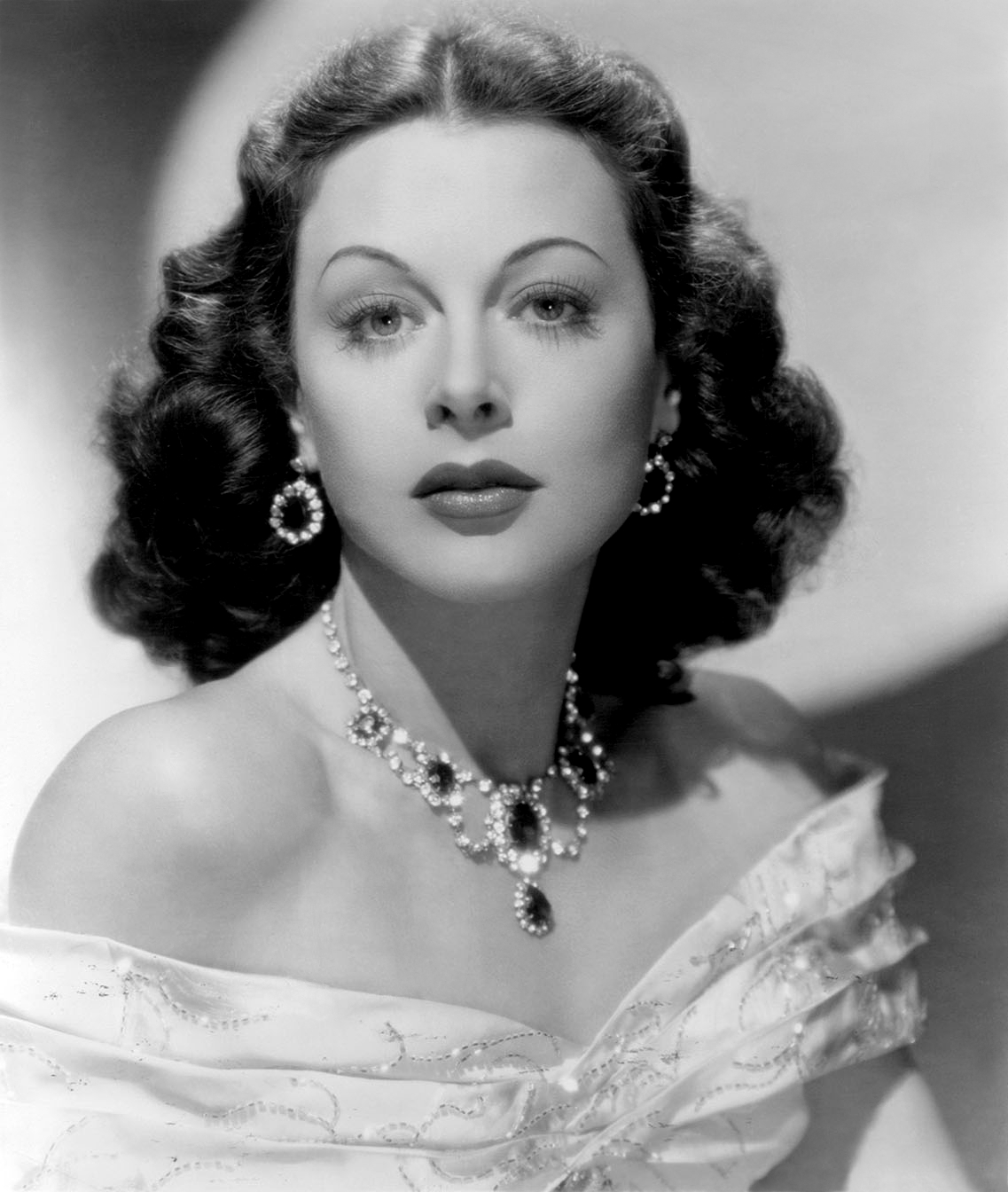
Hedy Lamarr
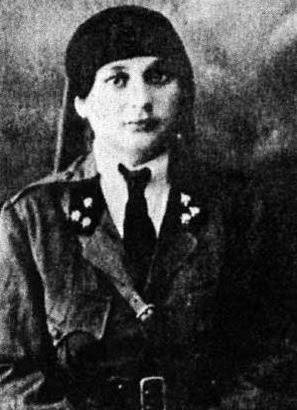
Naziq al-Abid
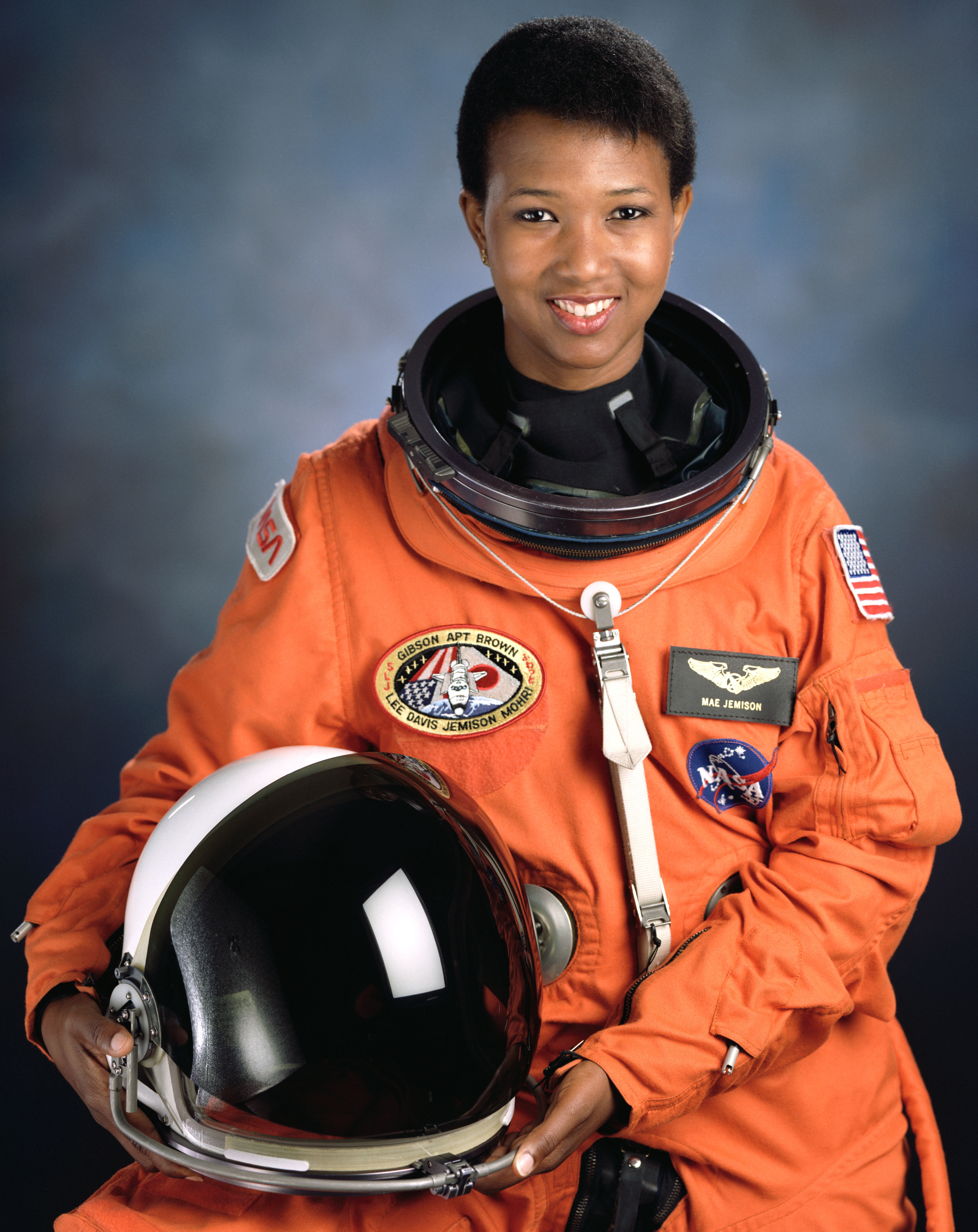
Mae Jemison
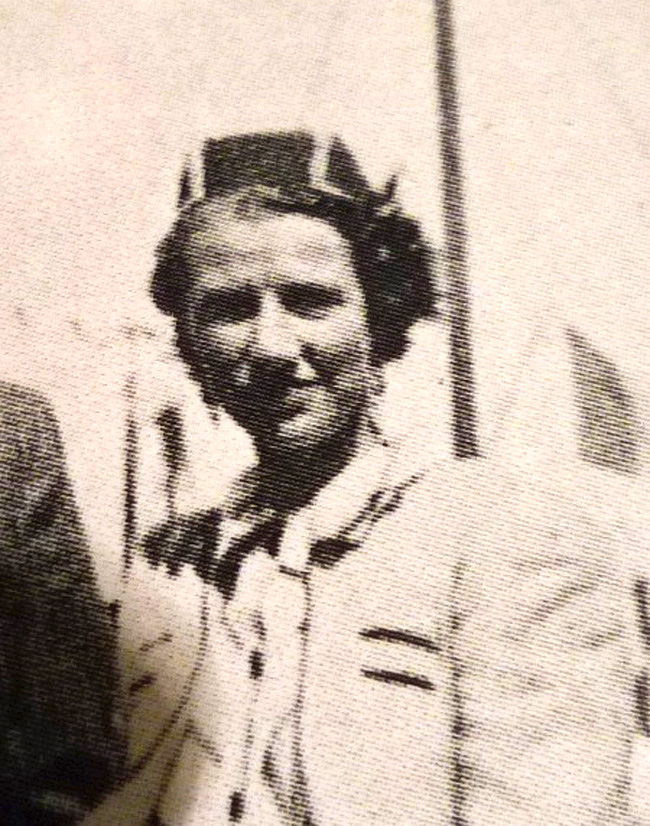
Peggy Guggenheim

## Éditions
- Édition originale, couverture cartonnée rigide (190 × 260 mm), Gallimard :
  - Culottées. Des femmes qui ne font que ce qu'elles veulent, t. 1, Paris, Gallimard bande dessinée, 2016, 141 p. (ISBN 978-2-07-060138-7)
  - Culottées. Des femmes qui ne font que ce qu'elles veulent, t. 2, Paris, Gallimard bande dessinée, 2017, 163 p. (ISBN 978-2-07-507984-6)
- Réédition sous couverture souple, format réduit (145 × 190 mm), Gallimard, coll. « Folio BD », 2018
  - Culottées. Des femmes qui ne font que ce qu'elles veulent, vol. 1, t. 1, Paris, Gallimard, coll. « Folio BD » (no 6561), 1er novembre 2018, 75 p. (ISBN 978-2-07-279410-0)
  - Culottées. Des femmes qui ne font que ce qu'elles veulent, vol. 1, t. 2, Paris, Gallimard, coll. « Folio BD » (no 6562), 1er novembre 2018, 75 p. (ISBN 978-2-07-279415-5)
- Éditions intégrales en un volume
  - Culottées. Intégrale, Paris, Gallimard, 21 octobre 2020, 312 p. (ISBN 978-2-07-515094-1), couverture jaune Nellie Bly
  - Culottées. Intégrale, Paris, Gallimard, 27 octobre 2021, 312 p. (ISBN 978-2-07-516127-5), couverture rose Wu Zetian
  - Culottées. Intégrale, Paris, Gallimard, 2 novembre 2022, 312 p. (ISBN 978-2-07-517306-3), couverture bleue Clémentine Delait

## Traductions

### En anglais
Culottées a été adaptée en anglais en un volume unique sous le titre Brazen: Rebel Ladies Who Rocked the World. Cette version a été expurgée de la biographie de "Phulan Devi, reine des bandits", car elle mentionnait son viol à l'âge de dix ans par son mari, histoire jugée trop choquante pour le jeune public auquel l'ouvrage était destiné.
Brazen a été publié quasi simultanément, en mars 2018, par Roaring Brook Press  (ISBN 9781626728691) aux États-Unis et par Ebury Publishing (en)  (ISBN 9781785039034) au Royaume-Uni.

### En allemand
Culottées a été adaptée en allemand en deux volumes sous le titre Unerschrocken: Fünfzehn Porträts außergewöhnlicher Frauen par Reprodukt,  (ISBN 978-3-95640-129-9) et  (ISBN 978-3-95640-142-8).

### En catalan
Culottées a été adaptée en catalan en un volume unique sous le titre Intrèpides
par Editorial Finestres,  (ISBN 978-84-124261-0-6).

## Adaptations

### Série d'animation

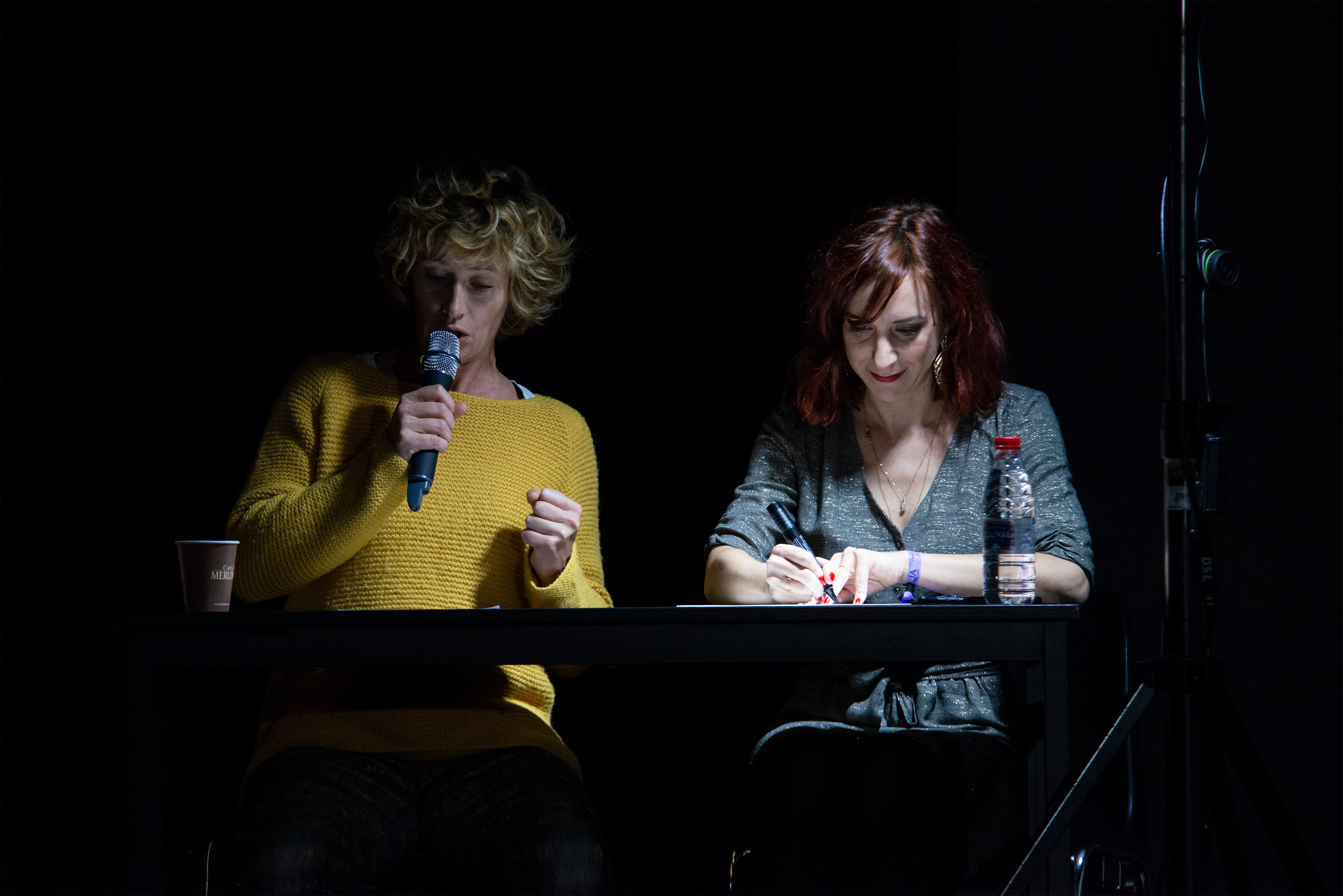
Avant-première d'épisodes de Culottées, Cécile de France et Pénélope Bagieu, Festival d'Angoulême 2020.

À l'occasion du festival d'Angoulême 2019, Pénélope Bagieu a annoncé l'adaptation en animation de l'ouvrage.
L'adaptation consiste en une série de 30 épisodes de 3 min 30 s, produite par Silex Films et fabriquée au sein de son studio Silex Animation à Angoulême. Au générique sont créditées Phuong Mai Nguyen et Charlotte Cambon de Lavalette à la réalisation, Émilie Valentin et Élise Benroubi au scénario, avec une adaptation graphique par Sarah Saidan. La narration est assurée par Cécile de France.
Une avant-première a eu lieu au Festival d'Angoulême 2020 le 31 janvier. La série est diffusée sur France 5 à partir de mars 2020 et disponible en streaming vidéo sur le site de France Télévisions.

### Pièce de théâtre
En 2020, Culottées est adaptée en pièce de théâtre. Elle devient ainsi la première bande dessinée à être adaptée sur scène à la Comédie-Française.

## Prix et distinctions
- 2016 : finaliste du prix Bédélys Monde[16] pour le tome 1.
- 2019 : prix Eisner de la meilleure édition américaine d'une œuvre internationale[17],[18].